# Revuen
Revuen, et illustreret Familieblad var et dansk romanmagasin som udkom 1879-1924. 
Magasinet blev udgivet af E. O. Jordan og senere af V. v. Kauffmann. Under Jordan dominerede den produktive danske krimiforfatter Ludvig Møller under pseudonymet Louis de Moulin. I Kauffmanns redaktionsperiode begyndte Johannes V. Jensen i 1895 at levere føljetonromaner til magasinet under pseudonymet Ivar Lykke. 
Det var som støtte til hans studie, og han fik 45 kroner om måneden.
Komponisten Carl Nielsen omtaler magasinet i sin selvbiografi Min Fynske Barndom med følgende ord: 
I sejsten Aars Alderen [dvs. omkring år 1881] fik jeg en stærk Trang til at læse og holdt et Ugeblad, der hed "Revuen", som kostede 2 Øre Nummeret. Det indeholdt kun Romaner, og i Reglen sluttede Bladet med en yderst spændende Situation, så jeg var helt syg af Længsel efter Fortsættelsen.